# تبديل مظهري
التبديل المظهري (بالإنجليزية: Phenotypic switchin)‏ هو التبديل بين الأشكال الخلوية المتعددة. وصف ديفيد سول نظامين من هذا التبديل: نظام التبديل الأول عالي التردد بين عدة مراحل مورفولوجية ونظام التبديل الثاني عالي التردد بين الخلايا المعتمة والبيضاء. ويُسمى الأخير "نظام التبديل اللاجيني".
غالبًا ما يستخدم التبديل المظهري في المبيضات البيضاء للإشارة إلى نظام التبديل اللاجيني من الأبيض إلى المعتم. تحتاج فطريات المبيضة البيضاء C. albicans إلى هذا التبديل للتزاوج الجنسي. بجانب نظامي التبديل المذكورين أعلاه، هناك العديد من أنظمة التبديل الأخرى المعروفة في المبيضة البيضاء.
المثال الثاني يحدث في سرطان الجلد (ورم ميلانيني)، حيث تتحول الخلايا الصبغية المحولة بشكل خبيث ذهابًا وإيابًا بين الأنماط الظاهرية للتكاثر والغزو استجابةً لتغير البيئات الدقيقة، مما يؤدي إلى تطور النقيلي metastatic progression.

## روابط خارجية
- Neville SE، Baigent S، Lowry PJ (ديسمبر 2001). "Are Hox genes responsible for the phenotypic switching and zonation of the adult adrenal cortex?". Endocrine Abstracts. ج. 2: 52. مؤرشف من الأصل في 2013-04-14.
- D'Souza CA، Heitman J (ديسمبر 2001). "It infects me, it infects me not: phenotypic switching in the fungal pathogen Cryptococcus neoformans". J. Clin. Invest. ج. 108 ع. 11: 1577–8. DOI:10.1172/JCI14497. PMC:200997. PMID:11733551.
- Sonneborn A، Tebarth B، Ernst JF (1 سبتمبر 1999). "Control of white-opaque phenotypic switching in Candida albicans by the Efg1p morphogenetic regulator". Infect. Immun. ج. 67 ع. 9: 4655–60. DOI:10.1128/IAI.67.9.4655-4660.1999. PMC:96790. PMID:10456912.
- Javan C، Shaunak S (22–26 يناير 1997). Repeated phenotypic switching of HIV-1 in AIDS patients sampled regularly over 2 years. Washington, DC. مؤرشف من الأصل في 2006-06-26. اطلع عليه بتاريخ 2005-11-23.